# Hrabstwo Crowley

Piramida wieku hrabstwa

Hrabstwo Crowley (ang. Crowley County) – hrabstwo w stanie Kolorado w Stanach Zjednoczonych. Hrabstwo zajmuje powierzchnię 2 072,85 km². Według szacunków United States Census Bureau w roku 2006 liczyło 5 386 mieszkańców. Siedzibą administracyjną hrabstwa jest Ordway.

## Miasta
- Crowley
- Olney Springs
- Ordway
- Sugar City